# Alloscirtetica rufitarsis
Alloscirtetica rufitarsis är en biart som först beskrevs av Bertoni 1918.  Alloscirtetica rufitarsis ingår i släktet Alloscirtetica och familjen långtungebin. Inga underarter finns listade i Catalogue of Life.